# 和泉國
和泉國（日语：〔〕／〔〕 Izuminokuni */?），又稱泉州，古称茅渟（日语：／ Chinu），日本古代的令制國之一，屬畿内五国（五畿）之一，在《延喜式》中国力属于下国。江户时代，和泉国的領域分属伯太藩、岸和田藩，堺则是幕府直辖的领地。和泉国的领域大約為現在大阪府大和川以南的部份，和泉國境内有日本古代有名的自由城市堺市（今大阪府堺市）。

## 历史

### 古代
和泉國一带在置和泉国前属茅渟县，是河内的一部分，由茅渟县主统治。传说神武天皇东征时，神武天皇的皇兄五瀨命曾被流矢射中，进入这一地区清洗伤口，此地因此得名血沼、茅渟（同一名称的不同汉字表记）。后来，朝廷在当地设置了茅渟县，委任茅渟县主进行统治。允恭天皇曾在茅渟地区为宠妃衣通郎姬修建茅渟宮。

### 设置和泉国
716年，为了修建行宫珍努宫，从河内国分出和泉等3个郡，设置和泉监进行管治，但740年，和泉再度并入河内国中。757年，和泉再度分立，成为和泉国。和泉国的名字来自和泉郡，最初因有清冽泉水涌出而名为泉，和字是后来加上的不发音助字。和泉国建立之初，天皇常常巡幸，当地属于豪族、神社寺庙的庄园也为数不少。

### 中世纪以后
镰仓时代之中，和泉国曾先后由佐原氏、逸見氏，以及北条氏统治。在日本南北朝时代和室町时代，楠木氏、山名氏、大内氏、細川氏，以及三好氏等家族又先后统治和泉国。从日本南北朝时代开始，和泉国的堺逐渐因贸易繁荣，发展成了一座自由都市。16世纪时，丰臣秀吉把和泉国封给弟弟丰臣秀长，之后又成为丰臣秀吉和丰臣秀赖的直属领地。江户时代，和泉国領域分属伯太藩、岸和田藩，堺则是幕府直辖的领地。明治时代废藩置县时，和泉國先是改为岸和田县和伯太县，又在一年内合并为堺县。1881年大阪府设立时，堺县并入大阪府，成为大阪府的一部分。

## 行政区划
和泉国国府的国厅和国分寺位于今大阪府和泉市一带，按古代的行政区划，在和泉郡境内。和泉国的一宫是今属大阪府堺市的大鳥大社。
根据《延喜式》，和泉國下辖3郡24乡，三个郡分别是大鳥郡、和泉郡（泉郡），以及日根郡。13世纪时，镰仓幕府从和泉郡分出了南郡，和泉国事实上成为一个下辖4个郡的令制国。